# (5558) Johnnapier
(5558) Johnnapier est un astéroïde de la ceinture principale, de la famille de Hungaria.

## Description
(5558) Johnnapier est un astéroïde de la ceinture principale, de la famille de Hungaria. Il présente une orbite caractérisée par un demi-grand axe de 1,94 UA, une excentricité de 0,11 et une inclinaison de 23,4° par rapport à l'écliptique.

## Compléments